# أليكسيا سنكلير
أليكسيا سنكلير (بالإنجليزية: Alexia Sinclair)‏ هي مصورة أسترالية، ولدت في 1976 في نيوكاسل في أستراليا.